# Evangelische Kirche Nüstenbach
Die Dorfkirche Nüstenbach ist eine evangelische Kirche im heutigen Mosbacher Stadtteil Nüstenbach aus dem Jahr 1759.

## Geschichte
Die Bewohner Nüstenbachs wurden kirchlich ursprünglich von Neckarelz aus betreut, wo sie vor der Anlage des Nüstenbacher Friedhofs 1596 auch ihr Begräbnis hatten. Später war der namengebende Nüstenbach die Pfarrgrenze, so dass die Bewohner rechts des Bachs in Neckarelz, die Bewohner links des Bachs im Stift Mosbach eingepfarrt waren. Nach der Reformation konnten die Bewohner wählen, welche Kirche sie besuchen wollten. Wochentags wurden Gottesdienste durch den Neckarelzer Diakonus in der großen Wohnstube der Witwe Zülhardt gehalten. Um den Bewohnern Nüstenbachs den mehrere Kilometer weiten Weg zur Kirche des benachbarten Neckarelz zu ersparen, wurde 1759 die Dorfkirche aus eigener Kraft der Bewohner erstellt. 1767 erwarb die Gemeinde eine Kirchenuhr beim Mosbacher Uhrmacher Alt. Als sich 1821 die reformierte und lutherische Kirche zur evangelischen Landeskirche zusammenschloss, wurde die lutherische Kirche in Mosbach geschlossen. Den Altar dieser Kirche schenkte man der Nüstenbacher Gemeinde. 1834 wurde die Kirche erstmals renoviert. 1880 schloss sich eine weitere Renovierung an, die zu behebenden Schäden hatten wie schon 1834 vor allem ihre Ursache im Eindringen von Feuchtigkeit an der der Ortsstraße zugewandten Seite des Bauwerks. 1959 folgte eine neuerliche Sanierung, bei der man auch den jetzigen Sandsteinaltar beschaffte. Die Dorfkirche wurde 1960 nach Südosten um eine Sakristei erweitert. 1990 erhielt die Kirche durch eine Stiftung von Fritz Fehr ihren heutigen Taufstein.
Die letzte Renovierung erfolgte im Jahr 2006. Auf Grund der Finanzlage der Badischen Landeskirche konnten zunächst keine Mittel zu der dringend notwendigen Renovierung bereitgestellt werden. Der evangelische Oberkirchenrat knüpfte seine Zusage, die Renovierung zu unterstützen an eine Bedingung: Der Eigenanteil der Mosbacher Kirchengemeinde müsse aus dem Dorf selbst erbracht werden. Der Dorfgemeinschaft gelang es, durch Sponsoring ein ausreichendes Spendenaufkommen zu organisieren und am Sonntag, dem 8. Oktober 2006, wurde die renovierte Dorfkirche Nüstenbach wieder eingeweiht.

## Beschreibung

### Architektur
Die Dorfkirche in Nüstenbach ist ein einschiffiger Saalbau mit polygonalem Chor. Im Kirchenschiff befinden sich zwei hohe Rundbogenfenster, in der Chorstirnwand dient ein Rundbogenfenster mit Buntglas als Altarbild, in der linken Chorwand ist ein ovales Fenster. An der rechten Chorwand ist die Kanzel aufgestellt.

## Ausstattung
Das Chorfenster hinter dem Altar zeigt den triumphierenden Christus über einem Sinnbild der Vergänglichkeit des Menschen in Zeit (Sanduhr in der Hand des fleischlosen Schnitters) und Raum (Sonne, Mond, Saturn, Sterne). Sinnspruch: Der Tod ist durch die Auferstehung besiegt. Das Fenster wurde 1928 von Karl Finck aus Karlsruhe geschaffen.

### Orgel
Die Orgel der Kirche wurde nach einer Bittschrift von 1848 an die Regierung des Unterrheinkreises bei Voit in Durlach erworben und hat sich als eine der wenigen Orgeln des 19. Jahrhunderts in Nordbaden nahezu in originalem Zustand erhalten. Die Orgel wurde 1952 durch Kemper & Sohn renoviert und wird seit 1973 durch die Orgelbaufirma Rensch gewartet. Die Orgel besitzt 7 Register.

### Glocken
Die Kirche besaß bereits vor dem Ersten Weltkrieg zwei Glocken, von denen die kleinere 1917 im Ersten Weltkrieg zu Rüstungszwecken abgeliefert werden musste. Im Jahr 1954 ließ man bei der Glockengießerei Bachert wieder eine zweite Glocke gießen.

## Medien
Der SWR hat im Rahmen der Reihe Landesschau unterwegs die halbstündige Dokumentation Mit Herz und Seele – Die Rettung einer Dorfkirche über die Dorfkirche Nüstenbach und deren Renovierung gedreht. Erstausstrahlung war am 16. Dezember 2006.